# Eve Titus
Eve Titus (Nueva York, 16 de julio de 1922 - Orlando, Florida, 4 de febrero de 2002) fue una autora de literatura infantil conocida por sus libros sobre ratones antropomorfos. También fue un pianista de conciertos y publicó poemas para niños.
Sus personajes más famosos son Anatole, un heroico ratón francés y Basil de Baker Street, un ratón detective privado de la era victoriana. Ambos personajes han sido objeto de adaptaciones animadas.